# Taubensee (Obing)
Der Taubensee ist ein Natursee mit Verlandungsmoor bei Haiming im Gemeindegebiet von Obing. Karl Gripp und Edith Peters sprechen von der Taubensee-Senke als Abflussmöglichkeit der Schnaitsee-Scheitzenberg-Gletscherzunge des Chiemseegletschers in Richtung Pittenhart.
Das Gewässer III. Ordnung ist abflusslos und hat eine Oberfläche von 3,50 Hektar.
Der Taubensee ist im Urpositionsblatt 743 (Aufnahme 1818/Zeichnung 1839) unter diesem Namen ausgewiesen.